# Comparación de subportátiles
Aquí una pequeña comparación de las Netbooks disponibles en el mercado español actualmente.

## Disponibles actualmente
Lista de productos actualmente disponibles en el mercado español.
| Modelo           | Empresa | Peso (kg) | Pantalla          | Pantalla              | Precio (Eur) | S.O Elegir | S.O Elegir   | Procesador                      | Procesador          | Disco Duro | Disco Duro | RAM (GB) | Duración batería (horas) | Dimensiones (mm)    |
| Modelo           | Empresa | Peso (kg) | Tamaño (Pulgadas) | Resolucíon y tipo     | Precio (Eur) | Windows    | GNU/Linux    | Modelo                          | (GHz) +32 o 64-bit? | Tipo       | (GB)       | RAM (GB) | Duración batería (horas) | Dimensiones (mm)    |
| ---------------- | ------- | --------- | ----------------- | --------------------- | ------------ | ---------- | ------------ | ------------------------------- | ------------------- | ---------- | ---------- | -------- | ------------------------ | ------------------- |
| Aspire One 110A  | Acer    | 0.99      | 8.9               | 1024×600 WSVGA Brillo | 289          |            | Linpus Linux | Atom                            | 1.6                 | SSD        | 8          | 0.5      | 3h (3-celdas)            | 249 x 170 x 29      |
| Aspire One 150A  | Acer    | 0.99      | 8.9               | 1024×600 WSVGA Brillo | 349          |            | Linpus Linux | Atom                            | 1.6                 | HDD        | 120        | 1        | 3h (3-celdas)            | 249 x 170 x 29      |
| Aspire One 150B  | Acer    | 0.99      | 8.9               | 1024×600 WSVGA Brillo | 399          | XP         |              | Atom                            | 1.6                 | HDD        | 120        | 1        | 3h (3-celdas)            | 249 x 170 x 29      |
| ADV4211          | Advent  | 1.12      | 10.2              | 1024×600 WSVGA Brillo | 399          | XP         |              | Atom                            | 1.6                 | HDD        | 80         | 1        |                          | 270 x 178 x 28      |
| Airis Kira 100   | Airis   | 1         | 7.0               | 800×480 WVGA Mate     | 339-279      | XP         | Linpus Linux | VIA C7-Mobile Ultra Low Voltage | 1                   | SSD        | 2          | 0.5      | hasta 4h (4-celdas)      | 243 x 172 x 29      |
| Airis Kira 200   | Airis   | 1         | 7.0               | 800×480 WVGA Mate     | ???-???      | XP         | Linpus Linux | VIA C7-Mobile Ultra Low Voltage | 1                   | SSD        | 4          | 1        | hasta 4h (4-celdas)      | 243 x 172 x 29      |
| Airis Kira 300   | Airis   | 1         | 7.0               | 800×480 WVGA Mate     | 389-349      | XP         | Linpus Linux | VIA C7-Mobile Ultra Low Voltage | 1                   | HDD        | 40         | 1        | hasta 4h (4-celdas)      | 243 x 172 x 29      |
| Airis Kira 400   | Airis   | 1         | 7.0               | 800×480 WVGA Mate     | ???-???      | XP         | Linpus Linux | VIA C7-Mobile Ultra Low Voltage | 1                   | HDD        | 60         | 1        | hasta 4h (4-celdas)      | 243 x 172 x 29      |
| Eee PC 4G        | Asus    | 0.92      | 7.0               | 800×480 WVGA Mate     | 279-259      | XP         | Xandros      | Celeron-M ULV 353               | 0.9                 | SSD        | 4          | 0.5      | 2h45m (4-celdas)         | 225 x 160 x 32      |
| Eee PC 901       | Asus    | 1.14      | 8.9               | 1024×600 WSVGA Mate   | 399          | XP         | Xandros      | Atom                            | 1.6                 | SSD        | 12/20      | 1        | 4.2-7.8h (6-celdas)      | 225 x 175.5 x 39    |
| Wind U100        | MSI     | 1.1       | 10                | 1024×600 WSVGA Mate   | 399          | XP         |              | Atom                            | 1.6                 | HDD        | 80         | 1        | 2.5h (3-celdas)          | 260 x 180 x 19      |
| Akoya E1210 Mini | Medion  | 1.2       | 10                | 1024×600 WSVGA Mate   | 399          | XP         |              | Atom                            | 1.6                 | HDD        | 80/160     | 1        |                          | 260 x 180 x 19/31,5 |

## Próximos lanzamientos
Lista de productos que serán lanzados próximamente en España.
| Modelo             | Empresa         | Peso (kg) | Pantalla          | Pantalla             | Precio (Eur) | S.O Elegir | S.O Elegir       | Procesador   | Procesador          | Disco Duro | Disco Duro | RAM (GB) | Dimensiones (mm)  | Fecha lanzamiento esperada |  |
| Modelo             | Empresa         | Peso (kg) | Tamaño (Pulgadas) | Resolucíon y tipo    | Precio (Eur) | Windows    | GNU/Linux        | Modelo       | (GHz) +32 o 64-bit? | Tipo       | (GB)       | RAM (GB) | Dimensiones (mm)  | Fecha lanzamiento esperada |  |
| ------------------ | --------------- | --------- | ----------------- | -------------------- | ------------ | ---------- | ---------------- | ------------ | ------------------- | ---------- | ---------- | -------- | ----------------- | -------------------------- |  |
| Eee PC 1000H       | Asus            | 1.45      | 10                | ???                  | 450          | XP         |                  | Atom         | 1.6                 | HDD        | 120        | 2        | ???               | Septiembre de 2008         |  |
| Gdium Liberty 1000 | Emtec           | 1.2       | 10                | 1024 x 600           | 379          |            | Mandriva G-Linux | Loongson™ 2F | 0.9 / 64            | SDD        | 8 / 16     | 0.5      | 250 x 182 x 32    | Diciembre de 2008          |  |
| Inspiron Mini 9    | Dell            | 1.03      | 8.9               | 1024×600 WSVGA       | 369-???      | XP         | Ubuntu           | Atom         | 1.6                 | SSD        | 4/8/16     | 0.5/1    | 232 x 175 x 30    | Octubre de 2008            |  |
| Amilo Mini         | Fujitsu Siemens | 1         | 8.9               | 1024×600 WSVGA       | 399          | XP         |                  | Atom         | 1.6                 | HDD        | 60/80      | 1        | 233 x 175 x 29/36 | 2008                       |  |
| 2133 Mini-Note     | HP              | 1.2       | 8.9               | 1280×800 WXGA Brillo | ???          | XP         | SUSE Enterprise  | C7-M         | 1–1.6               | SSD/HDD    | 4/120      | 0.5/2    | 256 x 165 x 33    | Octubre de 2008            |  |
| IdeaPad S10        | Lenovo          | 1.1       | 10.2              | 1024×600 WSVGA       | ???          | XP         |                  | Atom         | 1.6                 | HDD        | 80/160     | 0.5/1    |                   | Octubre de 2008            |  |
| One A110           | Acer            | 0.95      | 7.0               | 800×480 WVGA         | ???          |            | Linpus Linux     | C7-M         | ???                 | SSD        | 2          | 0.5      |                   | Octubre de 2008            |  |
| X110               | LG              | 1.19      | 10                | 1024x600 WSVGA       | 379-???      | XP         |                  | Atom         | 1.6                 | HDD        | 120/160    | 1        | 261.8 x 180 x 19  | Octubre de 2008            |  |
| Wind U90           | MSI             | 1         | 8.9               | 1024x600 WSVGA       | ???          |            | SUSE Linux       | Atom         | 1.6                 | HDD        | 80         | 1        | ???               | Finales 2008               |  |

## Otras características
Otros aspectos técnicos a tener en cuenta en un subportátil son:
- Conectividad. Prácticamente la totalidad incorporan WiFi b/g, varios puertos USB, salida VGA, lector de tarjetas de memoria y webcam VGA (0.3 Mpixels). Algunos modelos incorporan bluetooth y módem HSDPA integrado, lo que evita tener que conectar un módem externo mediante USB para acceder a Internet a través del móvil.

- Sonido. El LG X110 cuenta con SRS WOW HD, SRS TruSound XT y una salida total de 4 W.[11]